# Corrido, Como
Corrido là một đô thị ở tỉnh Como trong vùng Lombardia, có cự ly khoảng 60 kilômét (37 mi) về phía bắc của Milano và khoảng 25 kilômét (16 mi) về phía bắc của Como. Tại thời điểm ngày 31 tháng 12 năm 2004, đô thị này có dân số 762 người và diện tích là 6,3 km².
Corrido giáp các đô thị: Carlazzo, Porlezza, Val Rezzo.